# 316-я штурмовая авиационная дивизия
316-я штурмовая авиационная Мукденская дивизия (316-я шад) — соединение Военно-Воздушных сил (ВВС) Вооружённых Сил РККА штурмовой авиации, принимавшее участие в боевых действиях Великой Отечественной войны.

## Наименования дивизии

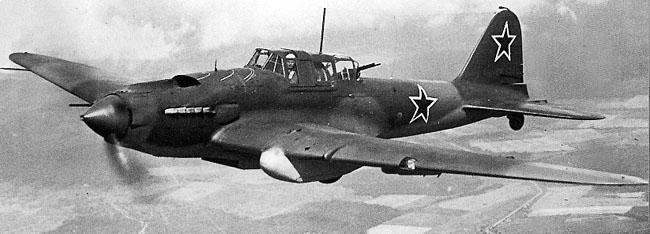
Самолёт Ил-2 — основной самолёт дивизии

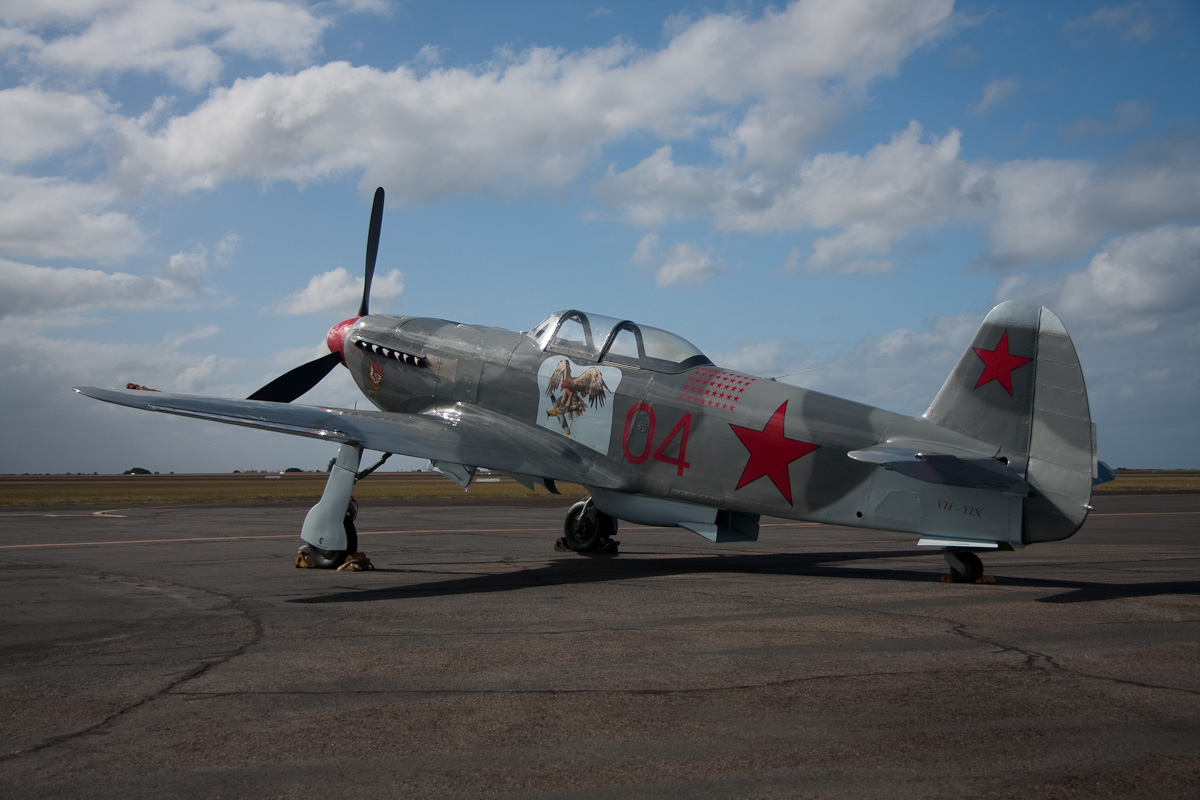
Самолёт Як-9М — самолёт полка сопровождения дивизии в Советско-японской войне

- 316-я штурмовая авиационная дивизия;
- 316-я штурмовая авиационная Мукденская дивизия;
- Войсковая часть (Полевая почта) 40557.

## История и боевой путь дивизии
316-я штурмовая авиационная дивизия сформирована Приказом НКО СССР 15 мая 1943 года в составе 12-й воздушной армии Забайкальского фронта.
Дивизия готовила кадры для фронта. В июне 1945 года в дивизию вошел истребительный полк сопровождения — 941-й истребительный авиационный полк, вооруженный самолётами Як-9М. К началу войны с Японией дивизия насчитывала три штурмовых и один истребительный полк.
В период с 9 августа по 3 сентября 1945 года дивизия принимала участие в Советско-японской войне составе 12-й воздушной армии Забайкальского фронта. Части дивизии поддерживали наступление соединений и частей 7-го механизированного корпуса 6-й гвардейской танковой армии Забайкальского фронта в ходе Хингано-Мукденской наступательной операции. Корпус наступал в первом эшелоне фронта на Чанчунь и 11 августа преодолев хребет Большой Хинган, вышел на Центрально-Маньчжурскую равнину в районе Лубэя. 12 августа корпус в составе 6-й гвардейской армии начал наступление на Мукден (Шэньян), а частью сил — на Чанчунь. Быстрое наступление 6-й гвардейской армии по Маньчжурии обеспечило быструю капитуляцию Квантунской армии.
Боевые действия дивизия вела в интересах 7-го механизированного корпуса, быстро продвигающегося вперед. Экипажами самолётов Як-9М 941-го истребительного авиационного полка дивизия обеспечивала выполнение задач воздушной разведки противника, штурмовые полки дивизии (365-й, 849-й и 921-й штурмовой авиационный полки) экипажами самолётов Ил-2 находились в готовности к ведению боевых действий по вызову в состоянии дежурства на аэродромах аэроузла Дзуркин Харул (аэродромы Дзуркин Харул, № 417, 418, 420, Халахэй, Цаган Чулуту) в Монголии. В процессе ведения воздушной разведки встреч с воздушным противником не было, обнаруженные наземные цели уничтожались сходу.
Наступающие части 7-го механизированного корпуса 19 августа заняли город Цицикар. Части дивизии перебазировались на аэродромы Сунгача, Цаган Чулуту и Чанчунь. 21 августа дивизия получила задачу занять аэродром Аэропорт аэроузла Чанчунь. Перебазирование выполнялось под руководством ведущего группы — командира дивизии полковника Ерохина, группой в составе 6 самолётов Як-9 и 3 самолёта Ил-2, взяв на борт Ил-2 по 5 человек. При подлете к Чанчуань погодные условия резко ухудшились: облачность составила 8-9 баллов, нижний край — 100 м, видимость — 50-100 м. Три экипажа Як-9 произвели посадку с убранными шасси, а три вернулись на аэродром Таонань. Командир дивизии полковник Ерохин произвел посадку и на пробеге убрал шасси, чтобы исключить столкновение с препятствиями. После приземления по информации от местных жителей полковник Ерохин узнал, что на аэродроме находятся 97 японских самолётов разных типов и около 200 японских военнослужащих летно-технического состава. Взяв 20 бойцов 7-го механизированного корпуса командир дивизии полковник Ерохин взял под охрану самолёты, а летно-технический состав использовал для наведения порядка на аэродроме.
На следующий день, 21 августа, сдав аэродром Чанчунь-Аэропорт прибывшему начальнику гарнизона — командиру 246-й истребительной авиационной дивизии полковнику Туренко, полковник Ерохин перелетел на аэродром Чанчунь-Военный. На этом аэродроме также находились 115 японских самолётов разных типов и большое количество японских военнослужащих летно-технического состава. приняв меры по охране аэродрома и имущества, командир дивизии полковник Ерохин организовал облет трофейных самолётов силами японских летчиков. После чего, получив гарантии от них после облета самолётов, принимали трофейные самолёты как исправные.
По состоянию на 21 августа 1945 года дивизия базировалась:
- Управление дивизии — аэродром Цаган Чулуту;
- 941-й истребительный авиационный полк — Сунгача;
- 365-й штурмовой авиационный полк — Цаган Чулуту;
- 849-й штурмовой авиационный полк — Сунгача;
- 921-й штурмовой авиационный полк — Цаган Чулуту.

Погодные условия (низкая облачность, плохая видимость и дожди) в ходе проведения операции не позволили в полной мере использовать весь потенциал дивизии. За весь период операции дивизия выполнила 63 боевых вылета с налетом 95 часов 30 минут, из них 38 Як-9: 58 вылетов с налетом 89 часов, 5 Ил-2: 5 вылетов с налетом 6 часов 30 минут. На разведку и фотографирование войск противника — 45 вылетов, на штурмовку — 2 вылета, на командирскую разведку аэродромов — 16 вылетов. В результате боевых действий рассеяно и уничтожено до взвода конницы, поврежден один паровоз. В наземных боях убито 66 японских солдат т офицеров. Свои потери составили: боевые — один самолёт и один летчик, не боевые — два самолёта Як-9 (941-й истребительный авиационный полк). Боевые потери: 27 августа Ил-2 849-го штурмового авиационного полка подбит зенитным огнем в районе Мулагар. Летчик младший сержант Гончаров погиб в районе аэродрома Цаган Чулуту.
В составе действующей армии дивизия находилась с 9 августа 1945 года по 3 сентября 1945 года.
За отличия в боях в ходе Хингано-Мукденской наступательной операции, за овладение всей Маньчжурией, Южным Сахалином и островами Сюмусю и Парамушир из группы Курильских островов, главным городом Маньчжурии Чанчунь и городами Мукден, Цицикар, Жэхэ, Дайрэн, Порт-Артур 14 сентября 1945 года 316-й штурмовой авиационной дивизии объявлена благодарность Верховного Главнокомандующего и Приказом НКО СССР № 0159 от 14 сентября 1945 года присвоено почётное наименование «Мукденская».
После войны дивизия базировалась на аэродроме Чиндант (Борзя) Читинской области. В декабре 1945 года 941-й истребительный авиационный полк был передан в состав 30-й бомбардировочной авиационной дивизии 12-й воздушной армии Забайкальско-Амурского военного округа. В связи с переходом на штаты мирного времени 316-я штурмовая авиационная Мукденская дивизия в июне 1946 году была расформирована в составе 12-й воздушной армии Забайкальско-Амурского военного округа.

## Командир дивизии
| Звание                  | Имя                        | Период                  | Примечание |
| ----------------------- | -------------------------- | ----------------------- | ---------- |
| Подполковник, Полковник | Ерохин Анатолий Алексеевич | 15.05.1943 — 01.06.1946 |            |

## В составе объединений
| Дата          | Фронт (округ)                       | Армия                | Примечания |
| ------------- | ----------------------------------- | -------------------- | ---------- |
| 15.05.1945 г. | Забайкальский фронт                 | 12-я воздушная армия | -          |
| 03.09.1945 г. | Забайкальский фронт                 | 12-я воздушная армия | -          |
| 10.09.1945 г. | Забайкальско-Амурский военный округ | 12-я воздушная армия | -          |
| 01.12.1945 г. | Забайкальско-Амурский военный округ | 12-я воздушная армия | -          |

## Части и отдельные подразделения дивизии
За весь период своего существования боевой состав дивизии не претерпевал изменения:
| Период                  | Наименование                          | Вооружение                                   |
| ----------------------- | ------------------------------------- | -------------------------------------------- |
| 08.07.1943 — 01.11.1944 | 940-й истребительный авиационный полк | Разъезд 111, И-16 возвращён в 245-ю иад      |
| 16.06.1945 — 15.12.1945 | 941-й истребительный авиационный полк | Як-9М, передан в 30-ю бад                    |
| 19.12.1945 — 22.06.1946 | 70-й истребительный авиационный полк  | Ла-7, передан в 246-ю иад                    |
| 15.05.1943 — 01.06.1946 | 365-й штурмовой авиационный полк      | Ил-2, Ил-10                                  |
|                         | 849-й штурмовой авиационный полк      | Старый Соктуй, Ил-2                          |
| 15.05.1943 — 01.06.1946 | 921-й штурмовой авиационный полк      | Разъезд 74 (Забайкальский край), Ил-2, Ил-10 |
| 15.05.1943 — 01.06.1946 | 967-й штурмовой авиационный полк      | Ил-2, Ил-10                                  |

### Боевой состав на 3 сентября 1945 года
| Наименование                          | Вооружение, Базирование |
| ------------------------------------- | ----------------------- |
| 365-й штурмовой авиационный полк      | Ил-2                    |
| 849-й штурмовой авиационный полк      | Ил-2                    |
| 921-й штурмовой авиационный полк      | Ил-2                    |
| 941-й истребительный авиационный полк | Як-9М                   |

## Участие в операциях и битвах
- Маньчжурская операция:
  - Хингано-Мукденская наступательная операция — с 9 августа 1945 года по 2 сентября 1945 года.

## Базирование
| Период                  | Место базирования                                          |
| ----------------------- | ---------------------------------------------------------- |
| 03.08.1945 — 16.08.1945 | Дзуркин Харул, (аэродромы № 417, 418, 420), (Монголия)     |
| 16.08.1945 — 09.1945    | Халахэй, Дзуркин Харул, Сунгача, Цаган Чулуту (Маньчжурия) |
| 10.1945 — 06.1946       | Чиндант (Борзя) (Читинская область)                        |